# Serie A (ishockey)
Serie A i ishockey var den högsta divisionen i ishockey för herrar i Italien. Serien hade premiär säsongen 1924/1925. Precis som i Serie A i fotboll vann seriesegraren det italienska mästerskapet. Inför säsongen 2016/2017 slogs ligan samman med Inter-National League och bildade Alps Hockey League.

## Italienska mästare
Nedan ses mästarlagen år för år.
| Lista över samtliga mästare |                             |      |                          |      |                  |
| År                          | Mästare                     | År   | Mästare                  | År   | Mästare          |
| --------------------------- | --------------------------- | ---- | ------------------------ | ---- | ---------------- |
| 1925                        | HC Milano                   | 1960 | Diavoli HC Milano ¹      | 1995 | HC Bolzano       |
| 1926                        | HC Milano                   | 1961 | SG Cortina               | 1996 | HC Bolzano       |
| 1927                        | HC Milano                   | 1962 | SG Cortina               | 1997 | HC Bolzano       |
| 1928                        | Ingen tävling               | 1963 | HC Bolzano               | 1998 | HC Bolzano       |
| 1929                        | Ingen tävling               | 1964 | SG Cortina               | 1999 | HC Merano        |
| 1930                        | HC Milano                   | 1965 | SG Cortina               | 2000 | HC Bolzano       |
| 1931                        | HC Milano                   | 1966 | SG Cortina               | 2001 | Asiago Hockey AS |
| 1932                        | SG Cortina                  | 1967 | SG Cortina               | 2002 | HC Milano Vipers |
| 1933                        | HC Milano                   | 1968 | SG Cortina               | 2003 | HC Milano Vipers |
| 1934                        | HC Milano                   | 1969 | HC Gardena               | 2004 | HC Milano Vipers |
| 1935                        | HC Diavoli Rossoneri Milano | 1970 | SG Cortina               | 2005 | HC Milano Vipers |
| 1936                        | HC Diavoli Rossoneri Milano | 1971 | SG Cortina               | 2006 | HC Milano Vipers |
| 1937                        | HC Milano                   | 1972 | SG Cortina               | 2007 | SG Cortina       |
| 1938                        | AC Milanese DG ¹            | 1973 | HC Bolzano               | 2008 | HC Bolzano       |
| 1939                        | Ingen tävling               | 1974 | SG Cortina               | 2009 | HC Bolzano       |
| 1940                        | Ingen tävling               | 1975 | SG Cortina               | 2010 | Asiago Hockey AS |
| 1941                        | AC Milanese DG              | 1976 | HC Gardena               | 2011 | Asiago Hockey AS |
| 1942                        | Ingen tävling               | 1977 | HC Bolzano               | 2012 | HC Bolzano       |
| 1943                        | Ingen tävling               | 1978 | HC Bolzano               | 2013 | Asiago Hockey AS |
| 1944                        | Ingen tävling               | 1979 | HC Bolzano               | 2014 | Ritten/Renon     |
| 1945                        | Ingen tävling               | 1980 | HC Gardena               | 2015 | Asiago Hockey AS |
| 1946                        | Ingen tävling               | 1981 | HC Gardena               | 2016 | Ritten/Renon     |
| 1947                        | HC Milano                   | 1982 | HC Bolzano               |      |                  |
| 1948                        | HC Milano                   | 1983 | HC Bolzano               |      |                  |
| 1949                        | HC Diavoli Rossoneri Milano | 1984 | HC Bolzano               |      |                  |
| 1950                        | HC Milano                   | 1985 | HC Bolzano               |      |                  |
| 1951                        | HC Milano                   | 1986 | HC Merano                |      |                  |
| 1952                        | HC Milano                   | 1987 | AS Mastini Varese Hockey |      |                  |
| 1953                        | HC Diavoli Rossoneri Milano | 1988 | HC Bolzano               |      |                  |
| 1954                        | HC Milano                   | 1989 | AS Mastini Varese Hockey |      |                  |
| 1955                        | HC Milano                   | 1990 | HC Bolzano               |      |                  |
| 1956                        | Ingen tävling               | 1991 | HC Milano Saima          |      |                  |
| 1957                        | SG Cortina                  | 1992 | HC Devils Milano         |      |                  |
| 1958                        | Milan-Inter HC ¹            | 1993 | HC Devils Milano         |      |                  |
| 1959                        | SG Cortina                  | 1994 | AC Milan Hockey ²        |      |                  |

¹ AC Milanese DG, Milan-Inter HC och Diavoli HC Milano är lag som uppstod då HC Milano och HC Diavoli Rossoneri Milano lades ner.

² HC Devils Milano antog namnet 'AC Milan Hockey' inför säsongen 1993/1994.